# چلسی راس
چلسی راس (انگلیسی: Chelcie Ross؛ زادهٔ ۲۰ ژوئن ۱۹۴۲) یک هنرپیشه اهل ایالات متحده آمریکا است. وی از سال ۱۹۷۶ میلادی تاکنون مشغول فعالیت بوده‌است.

## بخشی از فیلمشناسی
از فیلم‌ها یا برنامه‌های تلویزیونی که وی در آن نقش داشته‌است می‌توان به آثار زیر اشاره کرد.
- هوزیرها (۱۹۸۶)
- تسخیرناپذیران (۱۹۸۷)
- فراتر از قانون (فیلم) (۱۹۸۸)
- آخرین پسر پیشاهنگ (۱۹۹۱)
- غریزه اصلی (۱۹۹۲)
- آموس و اندرو
- رودی (۱۹۹۳)
- واکنش زنجیره‌ای (فیلم) (۱۹۹۶)
- یک نقشه ساده (۱۹۹۸)
- رنگ‌های اصلی (فیلم) (۱۹۹۸)
- مجستیک (فیلم) (۲۰۰۱)
- مدیسون (فیلم) (۲۰۰۱)
- هدیه (۲۰۰۰)
- بیدار شدن در رنو (۲۰۰۲)
- مرا به دوزخ بکشان (۲۰۰۹)
- معضل (۲۰۱۱)
- به هر قیمتی (۲۰۱۲)
- مشکلی با منحنی (۲۰۱۲)
- دالاس (مجموعه تلویزیونی ۱۹۷۸) (۱۹۷۸)
- نسخه اولیه (۱۹۹۷)
- قاضی امی (۱۹۹۹)
- پادشاه تپه (۲۰۰۱)
- فرار از زندان (مجموعه تلویزیونی) (۲۰۰۵)
- نام من ارل است (۲۰۰۷)
- مد من (۲۰۰۹)
- آناتومی گری (مجموعه تلویزیونی) (۲۰۱۰–۱۷)
- سی‌اس‌آی: میامی (۲۰۱۱)
- رسوایی (مجموعه تلویزیونی) (۲۰۱۴)
- ان‌سی‌آی‌اس (۲۰۱۴)